# Saludecio
Saludecio là một đô thị của tỉnh Rimini ở vùng Emilia-Romagna, có vị trí khoảng 130 km về phía đông nam của Bologna và khoảng 20 km về phía đông nam của Rimini. Tại thời điểm ngày 31 tháng 12 năm 2004, đô thị này có 2.625 người và diện tích là 34,0 km².
Saludecio giáp các đô thị: Mondaino, Montefiore Conca, Montegridolfo, Morciano di Romagna, San Giovanni in Marignano, Tavoleto, Tavullia.